# Văn hóa Lương Chử

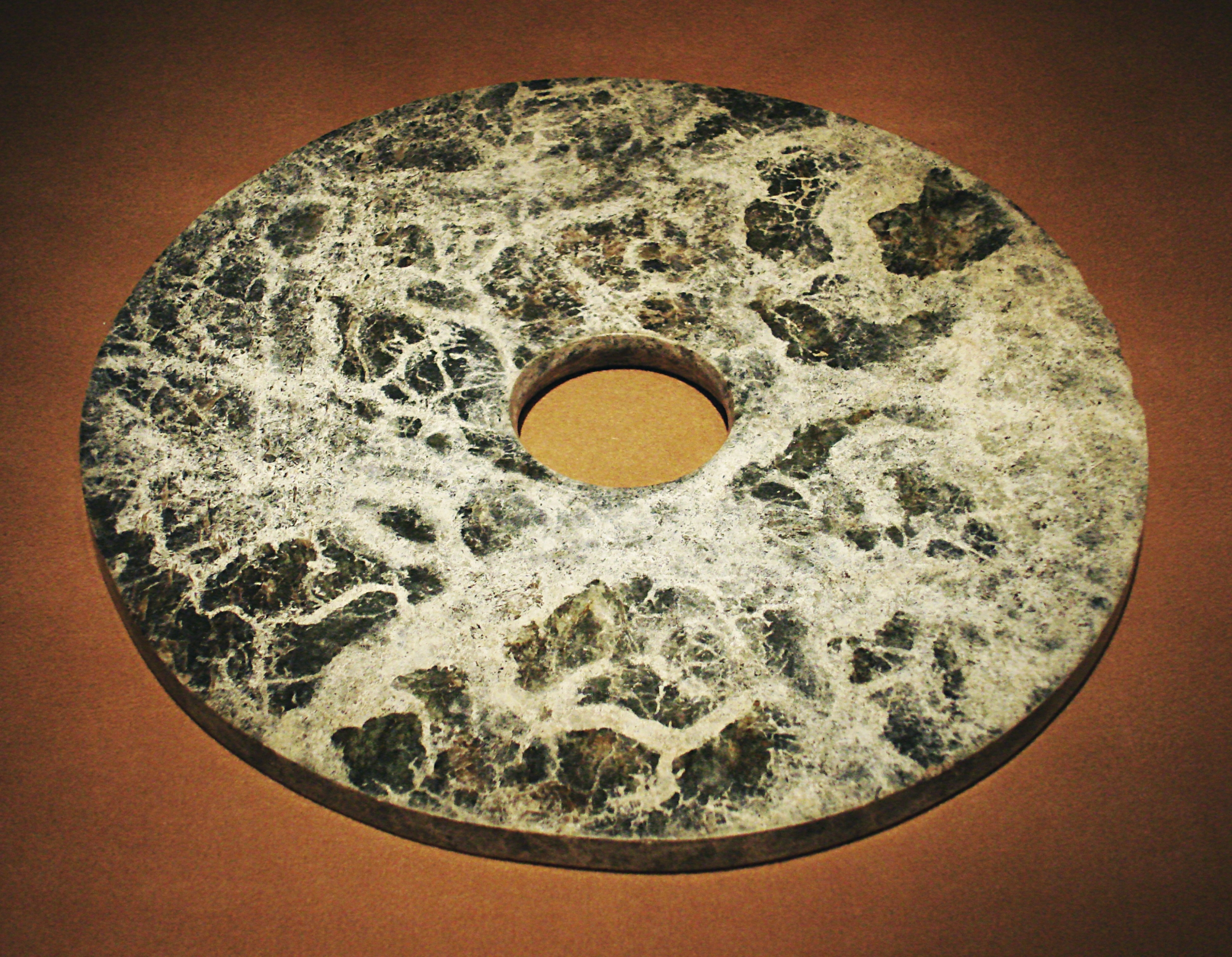
ngọc bích thuộc văn hóa Lương Chử. Đồ tế lễ là biểu tượng cho sự giàu có và sức mạnh quân sự.

Văn hóa Lương Chử (tiếng Trung: 良渚文化; bính âm: liángzhǔ wénhuà) (3300 — 2300 TCN) là nền văn hóa ngọc thạch cuối cùng của thời đại đồ đá mới tại châu thổ Trường Giang. Phạm vi của nền văn hóa này trải rộng từ khu vực Thái Hồ đến Nam Kinh và Trường Giang ở phía bắc, Thượng Hải và biển ở phía đông, và Hàng Châu ở phía nam. Nền văn hóa này có sự phân tầng ở mức độ cao, các đồ tạo tác từ ngọc thạch, tơ lụa, ngà voi, đồ gỗ sơn chỉ phát hiện được trong các ngôi mộ của tầng lớp trên, còn những cá nhân nghèo khó hơn thường được chôn cất cùng với đồ gốm. Di chỉ đặc trưng Lương Chử được phát hiện tại khu Dư Hàng của Chiết Giang, và ban đầu được Thi Hân Canh khai quật vào năm 1936.
Di tích khảo cổ Lương Chử minh họa sự chuyển đổi từ các xã hội thời kỳ đồ đá mới quy mô sang một đơn vị chính trị tích hợp lớn với hệ thống phân chia giai cấp, nghi lễ và nghề thủ công. Nó bao gồm các ví dụ nổi bật về đô thị hóa sớm được thể hiện trong các di tích bằng đất, quy hoạch thành phố và cảnh quan, hệ thống phân cấp xã hội thể hiện ở sự khác biệt về chôn cất trong các nghĩa trang, trong tài sản, các chiến lược văn hóa xã hội để tổ chức không gian và thực hiện quyền lực. Nó đại diện cho thành tựu to lớn của nền văn minh trồng lúa thời tiền sử của Trung Quốc hơn 5.000 năm trước và là một ví dụ nổi bật của nền văn minh đô thị sớm.
Nền văn hóa này sở hữu hoạt động nông nghiệp tiên tiến, bao gồm thủy lợi, ruộng lúa và nuôi thủy sản. Nhà của cư dân thường được xây dựng với các cột sàn trên sông hoặc tại bờ biển. Hệ thống trữ nước ngoại vi với các chức năng phức tạp và nghĩa trang được phân cấp xã hội (bao gồm cả bàn thờ) và các vật thể được khai quật đại diện bởi một loạt các đồ tạo tác bằng ngọc tượng trưng cho tín ngưỡng.
Ngày 29 Tháng 11 năm 2007 tại Hàng Châu, các nhà khảo cổ thông báo rằng di chỉ thành phố cổ diện tích hơn 2,9 km2, niên đại hơn 5.000 năm đã được tìm thấy trong vùng lõi của di tích Lương Chử. Giáo sư Đại học Bắc Kinh Nghiêm Văn Minh và các nhà khảo cổ khác chỉ ra rằng đây là các di chỉ thành phố giai đoạn văn hóa Lương Chử, lần đầu tiên được phát hiện ở khu vực sông Dương Tử, có thể được gọi là "thành phố phương Đông đầu tiên". Thành phố cổ có bức thành theo hướng đông tây dài 1.500-1.700 m, chiều Bắc-Nam khoảng 1.800 - 1.900 mét, hình chữ nhật hơi tròn. Một số phần của bức thành còn lại cao 4 mét, dày 40 mét bề mặt, đáy 60 mét, làm bằng đất hoàng thổ nguyên chất đưa từ nơi khác tới, được đầm nén kỹ. Dấu vết kho lương thực chứa được khoảng 15 tấn gạo. Từ vị trí, sự bố trí và đặc điểm cấu trúc của thành cổ được phát hiện, các chuyên gia tin rằng có những cung điện dành cho giới quý tộc.
Năm 2017, các nhà khảo cổ học lại phát hiện một hệ thống thủy lợi có niên đại tới 5.100 năm, quy mô khổng lồ và cổ xưa nhất trên thế giới tính đến thời điểm hiện nay. Công trình dẫn nước quy mô 5.100 tuổi thậm chí còn lâu đời hơn cả phát hiện hệ thống thủy lợi 4.900 năm trước đây của Văn minh Lưỡng Hà. Đây là công trình thủy lợi khổng lồ, có diện tích hơn 300.000 m2, được xây đắp nhân tạo của hoàng thổ dày tới 10,2 mét. Những cư dân cổ đại được cho là đã di dời khoảng 3,3 triệu mét khối đất để xây nên công trình này. Đây là một hệ thống thủy lợi rất phức tạp, gồm nhiều đập nước cao, đập nước thấp, mương, rạch, hào lớn và đê điều để ngăn ngừa lũ lụt, dự trữ nước để tưới tiêu mùa màng trong những đợt hạn hán. Kỹ thuật và quy mô rộng lớn của nó vào loại hiếm trên thế giới.

## Chữ viết
Đồ gốm đánh bóng màu đen là đặc điểm của gốm Lương Chử.Trên gốm và ngọc bích xuất hiện một số lượng lớn các ký tự đơn hoặc nhóm mang chức năng văn bản, các học giả gọi là “văn bản gốc.” “Văn bản gốc” cho thấy giai đoạn bắt đầu trưởng thành của ký tự tượng hình. Ký tự là dấu hiệu quan trọng của xã hội văn minh.

## Ngọc bích
Văn hóa ngọc Lương Chử đại diện cho làn sóng thứ hai của nền văn hóa ngọc bích thời tiền sử phương Đông (làn sóng đầu tiên là văn hóa ngọc Hồng Sơn, lưu vực sông Lao Hà, vùng Nội Mông). Ngọc bích có tông, việt, hoàng (ngọc bán nguyệt), ngọc hình vương miện, ngọc hình đinh ba, vòng tay, ngọc hình ống, Amanda, mặt dây chuyền, ngọc hình trụ, hình nón, nhẫn ngọc. Ngọc thờ cúng (tông, bi, rìu) được đề cao, sau này được các vương triều Trung Nguyên thừa kế.
Ngọc thạch của văn hóa Lương Chử tiêu biểu là những vật mang tính lễ nghi có kích thước lớn và được làm một cách tinh xảo, thường được chạm khắc theo mô dạng thao thiết. Các đồ tạo tác đặc trưng nhất của văn hóa Lương Chử là tông, tông lớn nhất được khai quật nặng 3,5 kg. Bích và việt cũng được phát hiện. Người ta cũng phát hiện thấy đồ trang sức làm bằng ngọc thạch dùng để đeo, được trang trí bằng cách chạm khắc các biểu tượng chim, rùa và cá nhỏ. Nhiều đồ tạo tác làm từ ngọc thạch thuộc văn hóa Lương Chử có bề ngoài trắng sữa giống như màu xương do có nguồn gốc đá tremolite và ảnh hưởng từ chất lỏng từ tại điểm mai táng, song cũng thường phát hiện thấy đồ ngọc thạch làm từ actinolit và serpentin.

## Thành cổ
Di tích thành phố cổ Liangzhu có thể được gọi là “thành phố phương Đông đầu tiên”, là cái nôi của nền văn minh Trung Hoa, “bình minh của nền văn minh” phương Đông, là thánh địa của văn minh phương Đông, được xếp vào “Danh sách Di sản thế giới”
Thành phố cổ ở phía bắc và phía nam thuộc về một nhánh của dẫy Thiên Mục Sơn. Các bức tường thành được dựng ở phía tây nam và đông bắc, vì vậy các chuyên gia kết luận rằng người xưa xây dựng thành phố về mặt địa lý một cách cẩn thận và có quy hoạch.
Thành phố cổ có bức thành theo hướng đông tây dài 1.500-1.700 m, chiều Bắc-Nam khoảng 1.800-1.900 mét, hình chữ nhật hơi tròn. Một số phần của bức thành còn lại cao 4 mét, mặt cắt 40 mét bề mặt, đáy 60 mét (so sánh với bức tường thành phố cổ Tây An được xây dựng trong những năm Hồng Vũ nhà Minh, chân thành 18 mét mặt rộng 15 m) bằng đất hoàng thổ nguyên chất, đưa từ nơi khác tới, được đầm nén kỹ. Thành phía tây dài khoảng 1000 m, có mặt cắt từ 40 đến 60 mét, phía nam liền với Phượng Sơn, bắc tiếp Đông Thiều Hoát. Tiếp theo, bức tường phía nam, bức tường phía bắc và bức tường phía đông, ở dưới đáy đều có móng bằng đá, cùng khối lượng lớn hoàng thổ được đầm nén. So với bức tường phía tây, ba mặt kia của bức tường tương đối phức tạp hơn: rất nhiều nền đá được khai quật, những bức tường đá bên ngoài tương đối lớn, bên trong nhỏ hơn. Thành đắp bằng hoàng thổ, đôi khi thêm một lớp đất sét màu đen, tăng khả năng chống thấm. Các nhà khảo cổ cho rằng những dấu vết còn lại chứng tỏ bức thành phía tây được xây dựng đầu tiên, cho đến khi có kinh nghiệm xây dựng ba bức thành kia.
Từ vị trí, sự bố trí và đặc điểm cấu trúc của thành cổ Liangzhu được phát hiện, các chuyên gia tin rằng có những cung điện, nhà vua và giới quý tộc sống, chính là kinh đô của thời kỳ Liangzhu. Các nhà khảo cổ tin rằng thành phố cổ đó thực sự là “nhà nước Liangzhu cổ đại.” Việc phát hiện thành phố cổ Liangzhu khiến cho một số người nghĩ rằng thứ thế các triều đại của Trung Quốc nên được viết lại: hiện nay các triều đại Hạ, Thương, Chu được coi là sớm nhất, nhưng vai trò này cần được trả cho Liangzhu!
Năm 1986-1987, di chỉ Phản Sơn Liangzhu được phát hiện. 11 ngôi mộ lớn được khai quật, thu hơn 1200 miếng gốm, đá, ngà voi và ngọc khảm sơn mài. Trong những năm gần đây, di chỉ văn hóa Liangzhu được tìm thấy tăng từ 40 lên đến 135 địa điểm, với những làng, nghĩa trang, bàn thờ và các di tích khác. Một số lượng lớn vật tùy táng được khai quật từ các ngôi mộ, chiếm hơn 90% là ngọc bích, một biểu tượng của sự giàu có và quyền thế. Ngọc rìu là một biểu tượng của sức mạnh quân sự và cung cấp thông tin có giá trị. Đây là bộ sưu tập ngọc lớn nhất thế giới được tái xác định, đặt tên, vì vậy đã đính chính sự nhầm lẫn lúc đầu cho là thuộc thời Hán Vũ đế (thực sự là ngọc Liangzhu) đẩy lịch sử về phía trước 2000 năm.
Năm 1994 cũng tìm thấy các cơ sở xây dựng siêu khổng lồ, có diện tích hơn 300.000 m2, xác nhận sự bồi đắp nhân tạo của hoàng thổ, dày tới 10,2 mét, kỹ thuật và quy mô rộng lớn của nó vào loại hiếm trên thế giới.

## Sụp đổ
Tại Lương Chử chưa có dấu hiệu sử dụng đồ đồng trong khi đó các di chỉ cùng tuổi phía bắc thuộc văn minh Hoàng Hà như Ngưỡng Thiều, Hồng Sơn… đã phát lộ dày đặc xỉ đồng. Do không có vũ khí bằng đồng, có giả thuyết là nền văn hóa này đã bị một nền văn hóa khác ở lưu vực Hoàng Hà tiêu diệt hoặc thôn tính vào khoảng năm 2.250 TCN. Tuy vậy, sau nhiều năm khai quật, các nhà khảo cổ vẫn chưa tìm thấy bằng chứng cho nguyên nhân chiến tranh. Thay vào đó, một giả thuyết khác có căn cứ hơn là nền văn hóa này sụp đổ do biến đổi khí hậu. Theo đó, mưa lớn gây lũ lụt suốt một thời kỳ dài, khiến người dân phải rời bỏ nơi này, di cư tới nơi khác